# Sauromatès VI du Bosphore
Pour les articles homonymes, voir Sauromatès.
Sauromatès VI (grec ancien : Τιβέριος Ἰούλιος Σαυροματης Στ') serait le dernier roi du Bosphore ; il règne à la fin du IVe siècle.

## Sources
Constantin Porphyrogénète, le seul auteur à évoquer ce souverain, ne donne aucune information sur son origine ni même sur l'époque à laquelle il vécut.
Il se contente de situer son règne « quelques années après » celui de Sauromatès V.

## Règne
Selon Constantin Porphyrogénète, à l'époque où Pharnace, fils de Pharnace, est protevon et stéphanophoros de Chersonèse, le roi Sauromatès (VI), mécontent des dispositions imposées à son prédécesseur Sauromatès V, rassemble une armée autour de la mer d'Azov, déclare la guerre aux Chersonites, en invoquant le fait qu'une grande partie de son pays lui avait été soustraite injustement. Pharnace, fils de Pharnace, se met à la tête des Chersonites et dispose ses troupes sur les hauteurs près de Capha.
Sauromatès VI, qui est un homme d'une taille gigantesque, appuyé par une armée importante, insulte les Chersonites. Pharnace, qui est d'un petit gabarit, lui offre cependant un combat singulier. Il lui propose de l'affronter afin d'éviter un massacre et précise que le vaincu devra se soumettre au vainqueur. Cette proposition est bien entendu acceptée avec joie par Sauromatès VI, qui pense facilement venir à bout de Pharnace. Ce dernier, au moment d'aller combattre, demande à ses hommes de pousser tous ensemble un grand cri lorsque Sauromatès VI aura le visage tourné vers eux. Le combat s'engage, et bientôt, lorsque Sauromate VI a le visage tourné vers les Chersonites, et Pharnace, vers les Bosphoriens, les soldats de Pharnace crient tous à la fois. Sauromate VI se retourne pour voir ce qui a provoqué ce cri, Pharnace profite de son inattention, le frappe de son épieu, et le fait tomber mort de son cheval. Il met pied à terre et lui coupe la tête. Pharnace, proclamé vainqueur, renvoie les hommes des peuples de la mer d'Azov chez eux mais il retient prisonnier les Bosphoriens, et s'empare de leur pays. Il fixe ensuite les frontières non plus à Capha mais à Cybernicus, et ne leur laisse que quarante milles de terres autour. Il retient ensuite en otage quelques Bosphoriens et renvoie les autres chez eux cultiver leurs domaines. Depuis lors, le royaume du Bosphore aurait cessé d'exister et serait devenu un protectorat de la cité de Chersonèse.
En réalité à cette époque, la plus grande partie de l'ancien domaine des rois du Bosphore était déjà occupée par les Ostrogoths, auxquels se substituaient les Huns. Seules les villes côtières, à l'abri de leurs remparts et pouvant être ravitaillées par mer, maintenaient encore un semblant d'autonomie sous la protection de l'Empire romain d'orient. Il semble néanmoins qu'un pouvoir royal précaire se maintient encore quelques années, comme en témoigne une inscription faite vers 450 par un certain Tiberius Iulius Doiptounès qui se proclame encore « Philocaesar Philoromaios Eusebes ».